# Eric Ehrström
Eric Otto Woldemar Ehrström, född 5 februari 1881 i Helsingfors, död där 11 oktober 1934, var en finländsk grafiker, målare och designer. 
Ehrström studerade 1899 vid Finska konstföreningens ritskola och 1899–1900 hos Axel Gallén i Ruovesi, varefter han företog studieresor till Paris, Italien och Wien och debuterade 1900. Ehrström (även kallad "Bucklan" Ehrström) var en mångsidigt och rikt begåvad konstnär och bland annat Finlands första yrkesmässigt utövande ciselör och emaljör. Han samarbetade med arkitekterna Gesellius-Lindgren-Saarinen vid inredningen av Hvitträsk och utförde åt samma arkitekter paraddörren i brons och glasmålningar i Nationalmuseum i Helsingfors. Hans stil var påverkad av jugendstilen som återkommer i bland annat hans smycken, porslinsserviser, glasföremål, silverbestick och nattvardskärl. 
Ehrström designade också sigill, fanor, heraldiska vapen, dräkter och även en krona åt en tilltänkt kung av Finland. Ett rättesnöre för honom var den goda estetiska smaken. Även för det kulinariska var han i likhet med Ville Vallgren mycket svag. Han verkade som lärare i konstsmide och metalldrivning vid Centralskolan för konstflit 1904–1905 och 1912–1919 samt som konservator vid konstmuseet i Ateneum 1914–1933. Ehrström utgav 1924 handboken Konsthantverk. Utställningar av hans konst arrangerades 1998 i Gallen-Kallelamuseet och på Hvitträsk.